# Sysle
Sysle is een plaats in de Noorse gemeente Modum, fylke Buskerud. Sysle telt 225 inwoners (2007) en heeft een oppervlakte van 0,36 km².